# Jorg Schreuders
Jorg Schreuders, né le 9 septembre 2004 à Singapour, est un footballeur néerlandais qui joue au poste d'ailier droit au FC Groningue.

## Biographie

### En club
Né à Singapour, Jorg Schreuders commence le football au Be Quick 1887 avant d'être formé par le FC Groningue, qu'il rejoint en 2015. Le 10 février 2022, il signe son premier contrat professionnel avec son club formateur, d'une durée de deux ans, avec une année supplémentaire en option. Il intègre l'équipe première à la fin de l'année 2022 en participant à un camp d'entraînement en Espagne avec d'autres jeunes du centre de formation tels que Thom van Bergen et Thijmen Blokzijl.
Il joue son premier match en professionnel le 15 avril 2023, contre le RKC Waalwijk, pour ce qui est sa première apparition en Eredivisie, la première division néerlandaise. Il entre en jeu et son équipe est battue par deux buts à un.
Le 27 novembre 2023, Schreuders inscrit son premier but en professionnel, contre le Jong AZ, en championnat. Il participe ainsi à la victoire de son équipe par cinq buts à zéro.
Le 7 août 2024, Schreuders signe un nouveau contrat de trois ans avec Groningue, le liant au club jusqu'en juin 2027.